# El Amaneser
El Amaneser es un periódico mensual en judeoespañol (ladino), único periódico en el mundo íntegramente en ese idioma y con periodicidad regular. Se publica como suplemento del diario Şalom destinado a la comunidad judía en Estambul, el cual fue editado también en idioma judeoespañol hasta 1983, año en el cual pasó a editarse en turco.
El periódico es editado en el Sentro de Investigasyones sovre la Kultura Sefardi ubicado en el centro de Estambul y en sus 24 páginas cuenta con la colaboración de escritores de Turquía, Francia, Argentina, Chile, Israel, Estados Unidos y Reino Unido. Desde su fundación en el año 2005 está concebido como una obra sin ánimo de lucro, para la salvaguarda del judeoespañol como lengua minoritaria en peligro de desaparición. Sus lectores están estimados en 2000 en Turquía y 300 en el extranjero.